# Molophilus micropteryx
Molophilus micropteryx är en tvåvingeart som beskrevs av Alexander 1927. Molophilus micropteryx ingår i släktet Molophilus och familjen småharkrankar. Inga underarter finns listade i Catalogue of Life.